# Харун ал-Рашид
Хару́н ал-Раши́д или Хару́н ар-Раши́д – тоест Харун Справедливия (пълното име на арабски: هارون الرشيد بن محمد بن المنصور – Харун ар-Рашид бин Мухаммад бин ал-Мансур) е 5-ият и най-известен халиф от династията на Абасидите.
Управлява в периода от 14 септември 786 до 809 г. Неговото управление се характеризира с икономически и културен разцвет. Самият халиф се прославя със справедливостта си, става герой на арабските приказки, събрани в сборника „Хиляда и една нощ“.

Халиф Харун ал Рашид основава в Багдад голям университет и библиотеката „Байт ал Хикма“ (Bayt al-Hikma).
Погребан е в двореца „Хамид ибн Гахтаби“, Мешхед.